# YSCC 요코하마
요코하마 스포츠 앤 컬처 클럽(일본어: 横浜スポーツ&カルチャークラブ 요코하마 스포-츠 & 카루챠- 쿠라부[*])는 가나가와현, 요코하마시에 위치한 일본의 축구 클럽이다. 현재 일본 풋볼 리그에 참가하고 있는데 흔히 YSCC 요코하마라고도 불린다.
1986년 요코하마 스포츠 클럽으로 창단되어 1987년 현재의 이름으로 변경했다. 2002년 법인화와 함께 YSCC 요코하마로 명칭을 변경하였다. 2011년까지는 프로가 아닌 아마추어로서 지역 스포츠 문화 활동의 진흥을 목표로 하는 구단이었지만 이후 구단의 운영 방향을 바꿔 2013년 J리그 준 가맹 클럽으로 가입했고 2014년부터 J리그의 최하부 리그 J3리그에 참가했다. 클럽 이름 뜻은 지역 주민 생활 속에 깊이 연결되는 스포츠 클럽을 통한 지역 문화의 발전을 지향하는 의미이다.
홈구장은 닛파쓰 미쓰자와 구기장이며 15,440명을 수용할 수 있다.

## 역사
구단의 모태는 1968년 하계 올림픽 이후 1964년 창단한 요코하마 중구 스포츠 소년단으로 거슬러 올라간다. 이후 전일본공수가 일부 지분을 사드렸고, 1984년에는 당시 1부 리그였던 일본 사커 리그로 승격하였다. 이를 계기로 전일본공수는 아예 전액 출자하여 구단을 소유하게 되었고, 아나 요코하마 축구 클럽으로 운영되었다. 이에 기존에 있던 일부 고참 선수들과 프론트들은 소위 "기업에 의존하는 클럽 운영"에 의문을 느끼고 1964년 창단 당시 이념인 "지역에 뿌리내린 구단"을 이어나가기 위하여 당시 선수였던 가라이 다다시를 필두로 1986년 9월 요코하마 스포츠 클럽을 창단하였다. 창단 초기에는 중학생들이 주축이 된 유소년 구단이었고, 이듬해 1987년 요코하마 사커 & 컬처 클럽으로 이름을 변경하였다.
1988년 가나가와 현 사회인 축구 리그에 참가하였고, 처음에는 3부 리그에 소속되었으나 이듬해인 1989년 2부로 승격, 1990년에는 1부로 승격하였다. 1992년 처음 가나가와 현 리그에서 우승을 차지하였고, 2002년 두 번째 우승을 차지하였다. 2002년 법인화와 함께 구단명을 요코하마 스포츠 & 컬처 클럽으로 변경하였다. 또한 2003년 관동 축구 리그에 2부 리그가 창설되어 2002년 가나가와 현 리그 우승팀이었던 YSCC 요코하마는 자동으로 승격되어 관동 축구 리그 2부에 참가하였고, 2004년 리그 2위를 차지해 1부 리그로 자동 승격되었다. 그리고 2006년 관동 축구 리그에서 우승을 차지하였다. 이후 2009, 2010년에도 우승을 차지하였지만 일본풋볼리그 승격권이 달려있던 전국 지역 축구 리그에서 미끄려져 승격을 하지 못하다가 2011년 마침내 일본풋볼리그로 승격하였다.
2013년, 그 이듬해부터 J3리그 창설이 발표되면서 구단은 J리그로의 진출로 방침을 전환하였다. 6월에 J리그 준가맹 신청서를 제출하였고, 8월 20일 이사회에서 승인되었다. 11월 19일에는 J리그 가입이 승인되어 J3리그로의 참가가 확정되었고, 팀 이름에 무조건 연고지 명이 들어가야 한다는 J리그의 규정에 따라 이미 이름의 약어인 YSCC에 요코하마가 포함되어 있었지만, YSCC 요코하마로 부르게 되었다. 다만 공식 사이트에서는 YSCC라는 표기만 사용하고 있다.
J3리그에서는 2014 시즌부터 2016 시즌까지 꼴찌만을 기록하고 있다.

## 선수 명단

### 현역
참고: FIFA 자격 규정에 따라 소속된 국가대표팀 국기를 표시합니다. 선수는 복수의 FIFA 비회원국 국적을 가지고 있을 수 있습니다.
| 번호 | 포지션 | 국적       | 이름               |
| ---- | ------ | ---------- | ------------------ |
| 13   | FW     | 말레이시아 | 루크만 하킴 샴수딘 |

| 번호 | 포지션 | 국적       | 이름              |
| ---- | ------ | ---------- | ----------------- |
| 50   | MF     |            | 나카자토 다카히로 |
| 67   | FW     | 나이지리아 | 온예 오고추쿠     |